# 翻身阿二
《翻身阿二》（英語：Sidekick）是一套由托德·考夫曼和乔伊·肖创作的加拿大动画喜剧系列，于2010年9月3日至2013年9月14日在YTV播出。该系列喜劇是根据2005年电视连续剧《Funpak》中播出的原版短片改编，短片原名为《The Not-So-Superheroic Adventures of Sidekick》。